# Red Faction
Red Faction – gra komputerowa z gatunku strzelanek pierwszoosobowych stworzona przez Volition. Została wydana w 2001 roku przez THQ na platformach PlayStation 2 oraz Microsoft Windows.

## Fabuła
Gracz wciela się w Parkera, górnika pracującego w marsjańskich kopalniach korporacji Ultor. Niewolnicze traktowanie oraz strach przed szerzącą się wśród robotników chorobą – Plagą – doprowadzają do wybuchu rewolucji. Przewodzi jej tajemnicza Eos, założycielka ruchu Czerwona Frakcja (tytułowe Red Faction), w szeregi którego wstępuje także Parker.

## Rozgrywka
Cechą odróżniającą Red Faction od innych przedstawicieli gatunku jest zastosowanie technologii Geo-Mod, pozwalającej dowolnie modyfikować otoczenie. Często zamiast szukać drogi w tunelach kopalni, gracz może za pomocą materiałów wybuchowych przebić się do innych pomieszczeń. Z rozwojem fabuły możliwości deformacji stają się jednak ograniczone, a rozgrywka coraz bardziej przypomina tą z innych gier FPS.
Wiele razy gracz napotyka pojazdy, z których może skorzystać. Ich prowadzenie – w szczególności łodzi podwodnej i myśliwca – przypomina wcześniejszą produkcję Volition, Descent 3, bowiem nim Red Faction nabrało ostatecznego kształtu, było planowane jako kontynuacja Descenta.

## Odbiór
Red Faction zyskało uznanie wśród krytyki i graczy, a jego oceny oscylowały w okolicach 78%. Wytykano mu co prawda niewykorzystany potencjał, ale oczekiwano, że sequel spełni wszelkie oczekiwania.

## Kontynuacja
Red Faction II, wydane na platformach PC, PS2, PS3, XBox i GameCube, opowiadało niezwiązaną z pierwowzorem historię. Rozgrywkę znacznie uproszczono, zaś użycie Geo-Mod zostało bardzo ograniczone. Tytuł nie powtórzył sukcesu poprzednika i został uznany za przeciętny.

## Soundtrack
- Poltergeist – 2:41
- Imperious Consecution – 2:52
- Accused – 4:19
- Synergy – 3:37
- Lull Milieu – 1:39
- Umbra Pogo – 3:09
- Neology – 3:58
- Relayer – 1:15
- Tensionitis – 2:10
- Faction – 4:10
- Redrum – 2:07
- Self Destruct Sequence – 2:11
- Two Ton Heavy Thing – 2:08
- Grinder – 2:50
- Hunter – 2:54
- Spectre – 3:18
- Scarred – 4:59
- Klockwerk – 2:49
- Calm Storm – 5:22
- Lamb To Slaughter – 2:45[4]